# Осада Дерпта (1558)
Штурм Дерпта — осада и взятие русскими войсками города Дерпт в июле 1558 года в ходе Ливонской войны.
В городе Дерпт находился двухтысячный гарнизон под командованием епископа Германа Вейланда. 11 июля 1558 года русские войска под руководством воеводы Петра Шуйского приступили к осаде города Дерпт. Русскими был сооружён высокий вал вровень со стенами крепости, с которого вёлся артиллерийский обстрел города.
15 июля Шуйский предложил епископу сдаться, а через три дня город капитулировал.
Несмотря на успех, по результатам перемирия город был возвращён Россией.